# Balanites glabra
Balanites glabra là một loài thực vật có hoa trong họ Zygophyllaceae. Loài này được Mildbr. & Schltr. miêu tả khoa học đầu tiên năm 1913.